# Litoria multiplica
Espèce
Synonymes
- Hyla multiplica Tyler, 1964

Statut de conservation UICN

 LC  : Préoccupation mineure
Litoria multiplica est une espèce d'amphibiens de la famille des Pelodryadidae.

## Répartition
Cette espèce est endémique de Papouasie-Nouvelle-Guinée. Elle se rencontre entre 1 000 et 1 500 m d'altitude sur le versant Sud des monts Bismarck.

## Description
Les mâles mesurent de 37,5 à 42,0 mm.

## Publication originale
- Tyler, 1964 : A new hylid frog from the eastern highlands of New Guinea. American Museum novitates, no 2187, p. 1-6 (texte intégral).